# Момичето от Петровка
Момичето от Петровка (на английски: The Girl from Petrovka) е американска драматична комедия от 1974 година. В главните роли играят Голди Хоун, Хал Холбрук и Антъни Хопкинс. Филмът е направен по едноименния роман на Джордж Файфър.
Във филма се разказва за руска девойка, Октябрина, която е балерина и американски журналист, работещ в СССР. Между тях започва любовна връзка, която е подложена на много изпитания заради препятствията, които КГБ поставя.